# Lista de séries da RTP2
Uma lista de séries transmitidas no canal RTP2.

## Exibição, por ordem de produção

### Década de 1970
| # | Início                | Término                | Título                      | Capítulos | Autor                                             | Diretor                                |
| - | --------------------- | ---------------------- | --------------------------- | --------- | ------------------------------------------------- | -------------------------------------- |
| 1 | 7 de maio de 1979     | 2 de julho de 1979     | Entre Marido e Mulher...    | 8         | Hélder Costa                                      | Fernando Matos Silva, João Matos Silva |
| 2 | 25 de outubro de 1979 | 22 de novembro de 1979 | Manhã Submersa              | 4         | Vergílio Ferreira                                 | Lauro António                          |
| 3 | novembro de 1979      | 1979                   | E Não Se Pode Exterminá-lo? | 5         | Karl Valentin                                     | Jorge Silva Melo                       |
| 4 | 6 de dezembro de 1979 | 19 de agosto de 1980   | Zé Gato                     | 13        | João Miguel Paulino, Dinis Machado e Pedro Franco | Rogério Ceitil                         |

### Década de 1980
| # | Início                 | Término                 | Título                   | Capítulos | Autor                                              | Diretor                         |
| - | ---------------------- | ----------------------- | ------------------------ | --------- | -------------------------------------------------- | ------------------------------- |
| 1 | 7 de janeiro de 1981   | 27 de julho de 1983     | Contos Fantásticos       | 7         | Noémia Delgado                                     | João de Menezes Ferreira        |
| 2 | 5 de março de 1981     | 9 de abril de 1981      | Um Táxi na Cidade        | 6         | Sérgio de Andrade e José Saraiva                   | Adriano Nazareth Jr.            |
| 3 | 15 de abril de 1982    | 27 de maio de 1982      | Dick Haskins             | 7         | Dick Haskins                                       | Dick Haskins                    |
| 4 | 7 de setembro de 1983  | 19 de outubro de 1983   | Lisboa Sociedade Anónima | 6         | Eduardo Geada                                      | Artur Semedo                    |
| 5 | 19 de abril de 1984    | 10 de maio de 1984      | Histórias de Mulheres    | 4         | Lauro António                                      | Olívia Varela                   |
| 6 | 7 de dezembro de 1986  | 11 de janeiro de 1987   | 6 Árias para Cesário     | 6         | Alberto Pimenta                                    |                                 |
| 7 | 17 de novembro de 1987 | 2 de agosto de 1988     | Lá em Casa Tudo Bem      | 38        | Mário Zambujal, Luís Campos e Artur Couto e Santos | Nuno Teixeira e Jorge Rodrigues |
| 8 | 14 de outubro de 1988  | 13 de fevereiro de 1989 | Sétimo Direito           | 18        | Henrique Santana                                   | Nicolau Breyner e Victor Manuel |
| 9 | 9 de setembro de 1989  | 16 de setembro de 1989  | Processo 327             | 2         | Dick Haskins                                       |                                 |

### Década de 1990
| #  | Inicio                  | Término                | Título                           | Capítulo | Autor                                                                                    | Diretor                       |
| -- | ----------------------- | ---------------------- | -------------------------------- | -------- | ---------------------------------------------------------------------------------------- | ----------------------------- |
| 1  | 11 de fevereiro de 1990 | 17 de março de 1990    | Um Solar Alfacinha               | 6        | Rui Luís e Pedro Pinheiro                                                                | TV 5 Mhz                      |
| 2  | 4 de abril de 1990      | 16 de maio de 1990     | Um Mistério Misterioso           | 7        | Eduardo Damas                                                                            | Orgacine                      |
| 3  | 19 de setembro de 1991  | 13 de dezembro de 1991 | Por Mares Nunca Dantes Navegados | 13       | Carlos Avilez, Zita, Teresa Paixão                                                       | Atília Cargaleiro             |
| 4  | 3 de janeiro de 1992    | 7 de fevereiro de 1992 | A Árvore                         | 6        | Ângela Sarmento                                                                          | Bruno Cerveira                |
| 5  | 14 de fevereiro de 1992 | 20 de março de 1992    | O Beijo de Judas                 | 6        | João Miguel                                                                              | Rogério Ceitil                |
| 6  | 27 de março de 1992     | 10 de abril de 1992    | O Veneno do Sol                  | 3        | Adaptação de Tozé Martinho, Sarah Trigoso e António Ferro do original de Fernanda Castro | Victor Manuel e Pedro Martins |
| 7  | 11 de dezembro de 1992  | 25 de dezembro de 1992 | O Altar dos Holocaustos          | 3        | António de Macedo                                                                        | Amílcar Lyra                  |
| 8  | 9 de junho de 1994      | 23 de junho de 1994    | Ultimactos                       | 3        | Sérgio Godinho                                                                           | Lea Pimentel                  |
| 9  | 30 de junho de 1994     | 15 de setembro de 1994 | O Grande Irã                     | 13       | Jayme Camargo                                                                            | Artur Santana                 |
| 10 | 8 de julho de 1994      | 22 de julho de 1994    | À La Minuta                      | 3        | Carlos Saboga                                                                            |                               |
| 11 | 10 de outubro de 1994   | 2 de janeiro de 1995   | Outonos                          | 4        | Miguel Faria                                                                             | Francisco Manso               |
| 12 | 15 de fevereiro de 1995 | 8 de março de 1995     | Milongo                          | 4        | Jaime Camargo                                                                            | Bento Pinto da França         |
| 13 | 23 de setembro de 1995  | 1995                   | Aquela Cativa Que Me Tem Cativo  | 4        | Arlete Perdigão, Eduardo Cruzeiro                                                        | Luís de Freitas               |
| 14 | 11 de novembro de 1999  | 25 de novembro de 1999 | Macau, as Duas Faces de Cláudia  | 3        | António Torrado                                                                          | Ferrão Katzenstein            |

### Década de 2000
| # | Inicio                 | Término                | Título              | Capítulo | Autor                                                                                          | Diretor                                                                     |
| - | ---------------------- | ---------------------- | ------------------- | -------- | ---------------------------------------------------------------------------------------------- | --------------------------------------------------------------------------- |
| 1 | 10 de agosto de 2000   | 31 de agosto de 2000   | Os Quatro Elementos | 4        | João Mário Grilo, Paulo Filipe, João Botelho, Jeanne Waltz, Joaquim Pinto, João César Monteiro | Paulo Branco                                                                |
| 2 | 6 de janeiro de 2002   | 20 de janeiro de 2002  | Crimes Portugueses  | 3        | João Mário Grilo                                                                               | Paulo Branco                                                                |
| 3 | 3 de fevereiro de 2002 | 26 de setembro de 2016 | Insólitos           | 6        | Abel Neves                                                                                     | Diogo Collares Pereira, Margarida Ferreira de Almeida, Fernando Matos Silva |
| 4 | 13 de novembro de 2002 | 4 de novembro de 2003  | Ora Viva!           | 60       | Aldónio Gomes, Fernanda Cavacas                                                                | Jorge Paixão da Costa, Alice Vieira                                         |
| 5 | 18 de abril de 2005    | 10 de agosto de 2007   | Diário de Sofia     | 385      | Nuno Bernardo e Marta Gomes                                                                    | Gil Ferreira e Hugo Albuquerque                                             |
| 6 | 1 de novembro de 2008  | 6 de dezembro de 2008  | Um Mundo Catita     | 6        | Manuel João Vieira                                                                             |                                                                             |

### Década de 2010
| # | Inicio                 | Término                | Título                 | Capítulo | Autor                                                  | Diretor                                               |
| - | ---------------------- | ---------------------- | ---------------------- | -------- | ------------------------------------------------------ | ----------------------------------------------------- |
| 1 | 12 de dezembro de 2013 | 30 de dezembro de 2013 | Viver é Fácil          | 6        | Nuno Artur Silva                                       | Susana Santos, Ricardo Freitas                        |
| 2 | 7 de julho de 2014     | 23 de julho de 2014    | The Coffee Shop Series | 13       | Luísa Fidalgo                                          | Vieira Vasco                                          |
| 3 | 24 de outubro de 2016  | 1 de novembro de 2016  | O Alto                 | 7        | Helena Macedo, João Santana                            | Alphatones - Academia Artística e Associação Cultural |
| 4 | 29 de setembro de 2017 | 21 de dezembro de 2017 | 4Play                  | 13       | Jaime Monsanto, Luís Porto, Pedro Manana e Tiago Paiva | Luís Porto                                            |
| 5 | 20 de setembro de 2018 | 13 de dezembro de 2018 | Idiotas, Ponto.        | 13       | Diogo Lopes                                            | Diogo Lopes                                           |
| 6 | 7 de outubro de 2018   | 18 de novembro de 2018 | Sara                   | 8        | Bruno Nogueira, Marco Martins e Ricardo Adolfo         | Marco Martins                                         |
| 7 | 23 de outubro de 2019  | 11 de dezembro de 2019 | Lisboa Azul            | 8        | Luísa Fidalgo                                          | Frederico Serra                                       |

### Década de 2020
| # | Inicio                 | Término              | Título                   | Capítulo | Autor                                                        | Diretor                           |
| - | ---------------------- | -------------------- | ------------------------ | -------- | ------------------------------------------------------------ | --------------------------------- |
| 1 | 22 de junho de 2020    | 17 de julho de 2020  | Quaranteens              | 20       | Miguel Frazão                                                | Filipa Nuno                       |
| 2 | 10 de outubro de 2020  | 9 de janeiro de 2021 | A Rede                   | 13       | Luís Filipe Borges                                           | Paulo Prazeres                    |
| 3 | 16 de dezembro de 2020 | 9 de junho de 2021   | Peixe Fora d'Água        | 26       | Luís Leal Miranda, Ricardo Henriques e Rui Soares            | Todos Creative & Production Force |
| 4 | 9 de outubro de 2022   | 1 de janeiro de 2023 | A Série                  | 13       | Sérgio Henriques, Jaime Baeta, João Maria e Francisco Vistas | Bruno Pinhal                      |
| 5 | 3 de janeiro de 2023   | 2023                 | Regresso a Ítaca         | 10       | Ricardo Cabaça                                               | Ricardo Cabaça                    |
| 6 | Por Anunciar           |                      | Encarregados de Educação |          |                                                              |                                   |
| 7 | Por Anunciar           |                      | Cassandra                | 7        |                                                              |                                   |

- A 2ª temporada de Viver é Fácil foi transmitida na RTP2.